# Université du Xinjiang
L'université du Xinjiang （ouïghour : شىنجاڭ ئۇنىۋېرستېتى ; translittération : Shinjang Uniwërsitëti, abrégé en Sh.U. ; chinois : 新疆大学 ; pinyin : xīnjiāng dàxué, abrégé en 新大, xīndà） est une université de République populaire de Chine, situé à Urumqi, chef-lieu de la région autonome ouïghoure du Xinjiang, fondé en 1924 et d'une taille de 2 464 mu (亩).